# امپراتوری زنج
امپراتوری زنج تشکّلی سیاسی در قرن ۱۹ میلادی بود که عمان در ساحل سواحیلی تأسیس کرد. این تشکّل به تجارت برده از میان مردم سواحیلی محلی که در اوج خود، تا کنگو شرقی هم می‌رسید، گسترده شده‌بود. نهایتاً، سقوط این «امپراتوری» وقتی که بریتانیا قصد داشت تجارت برده را پایان دهد، سر رسید. آن را تصاحب و در سال ۱۸۹۶ میلادی به امپراتوری بریتانیا ضمیمه کرد.